# Feminal
Ne doit pas être confondu avec Femina (magazine français).
Feminal est une revue féministe éditée à Barcelone de 1907 à 1917, créée et dirigée par la journaliste Carme Karr.

## Présentation

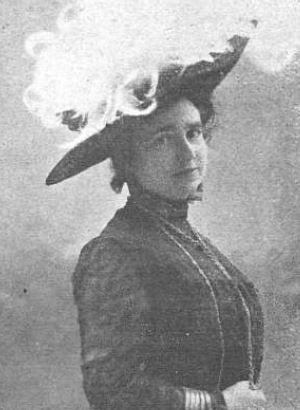
La philanthrope Isabel Llorach, photographiée dans le n°26.

De périodicité mensuelle, la revue est publiée sous forme de supplément du journal la Ilustració catalana. Elle est écrite en catalan. Elle devient l'un des principaux titres de la presse féminine en Espagne.
Sa directrice est la journaliste Carme Karr, première femme en Espagne à diriger un organe de presse, sœur de l'écrivaine française Violette Bouyer-Karr.
128 numéros sont publiés, avec le concours de plusieurs artistes et intellectuelles de l'époque, avec comme objectif de soutenir les droits des femmes, tant dans les domaines publics que privés, professionnels, et valoriser les réussites des personnalités féminines de la vie catalane du début du siècle, notamment entrepreneuriales, artistiques et sportives, contre la société patriarcale.
La revue est précurseure en Europe : elle est publiée avant l'avènement du phénomène artistique et culturel des Las Sinsombrero et de l'avancée des droits des femmes issue de la République.

## Plumes et collaborations
- L'écrivaine et actrice Palmira Ventós i Cullell (elle publie sous le nom de plume masculin de «Felip Palma») ;
- L'essayiste Dolors Monserdà ;
- L'écrivaine Agnès Armengol ;
- L'intellectuelle syndicaliste Maria Domènech, fondatrice de la Fédération syndicale des ouvrières ;
- L'écrivaine Caterina Albert (elle publie sous le nom de plume masculin de « Víctor Català ») ;
- L'écrivaine Sara Llorens ;
- La peintre Lluïsa Vidal ;
- La dessinatrice Lola Anglada ;
- La compositrice Isabel Güell ;
- La peintre Maria Lluïsa Güell ;
- L'écrivaine Violette Bouyer-Karr, correspondante en France de la revue, sœur de Carme Karr ;
- La poétesse Maria Gràcia Bassa i Rocas ;
- L'intellectuelle féministe Roser Matheu i Sadó.

## Galerie

Quelques Unes de la revue Feminal
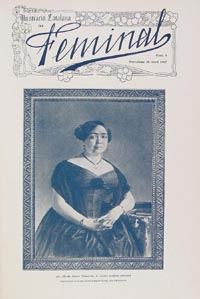
Le numéro 1, avec l'écrivaine Maria Josepa Massanés.
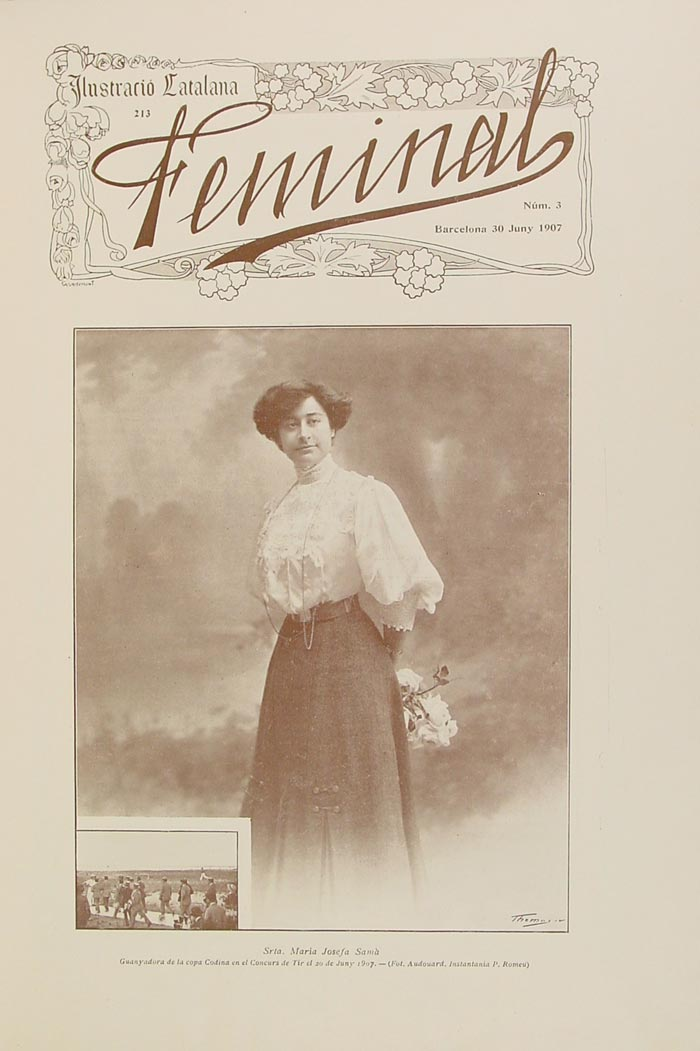
Le numéro 3, avec la philanthrope catalane Maria Josefa Samà.
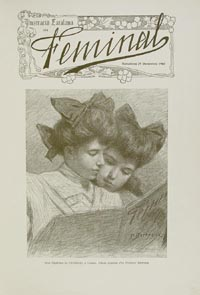
Le numéro 9, photographie de Prudenci Bertrana, père d'Aurora Bertrana.
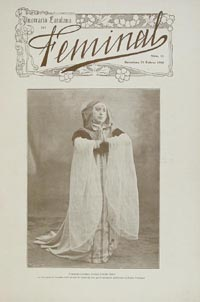
Le numéro 11, avec en couverture l'actrice Emília Baró i Sanz.
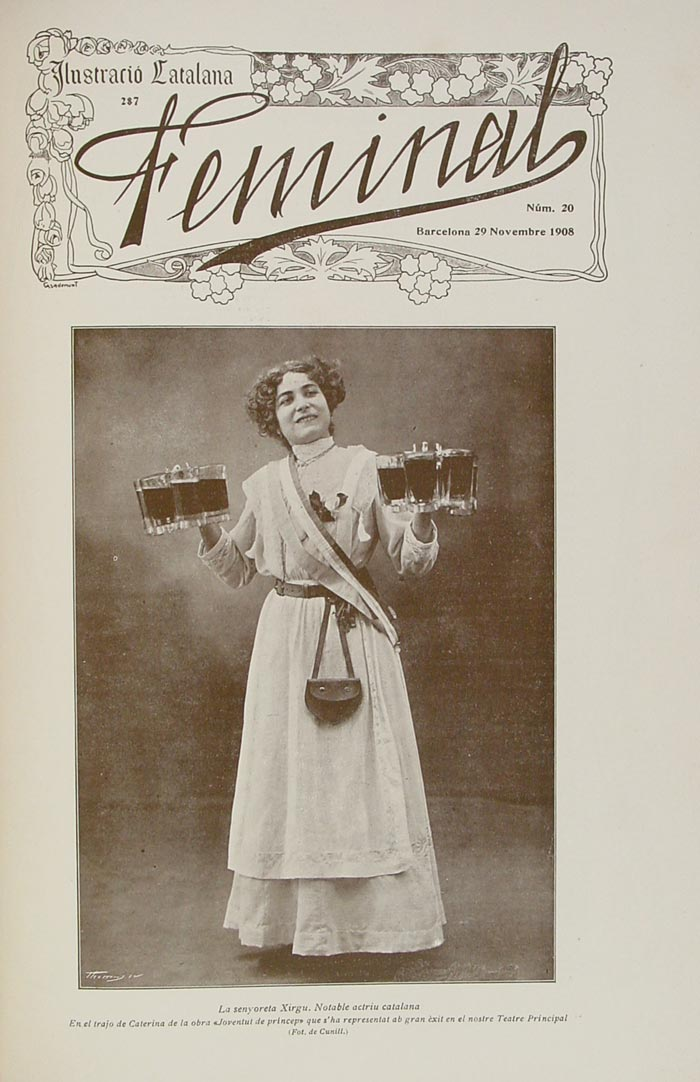
Le numéro 20, avec l'actrice Margarita Xirgu.
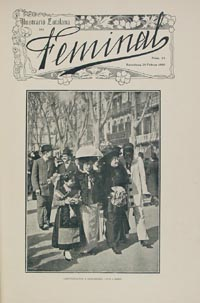
Le numéro 23.
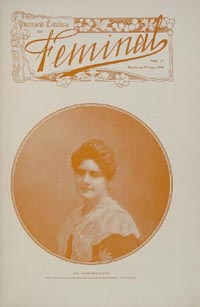
Le numéro 27, avec l'écrivaine Violette Bouyer-Karr.
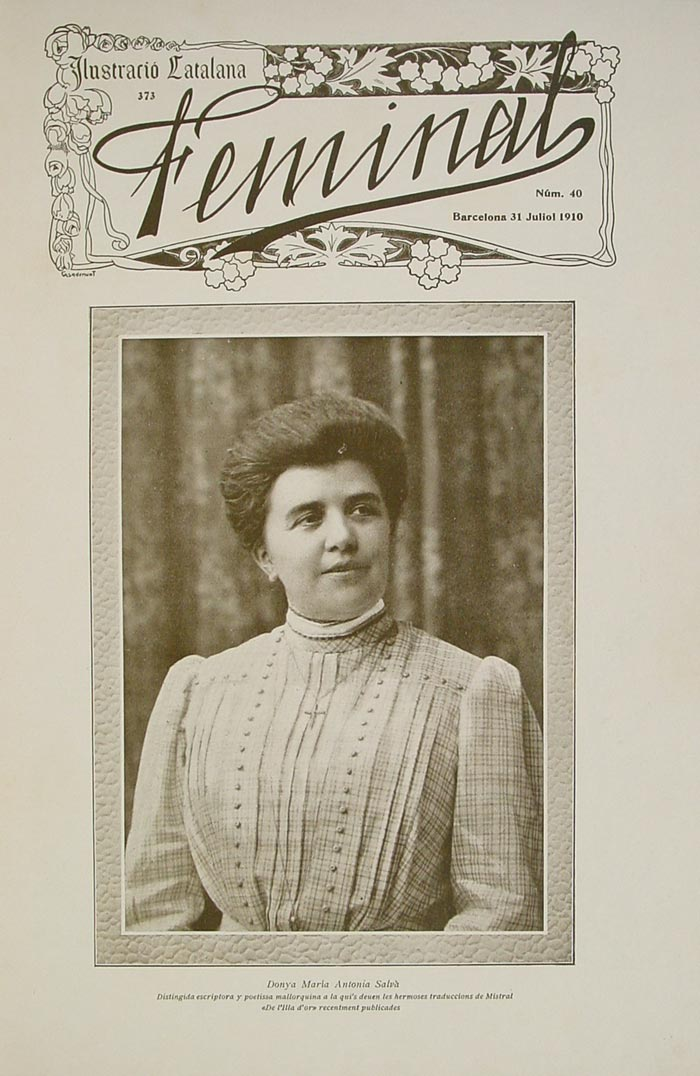
Le numéro 40, avec la poétesse Maria Antònia Salvà.
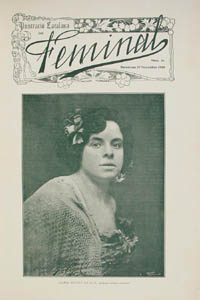
Le numéro 44 avec la chanteuse Maria Gay.
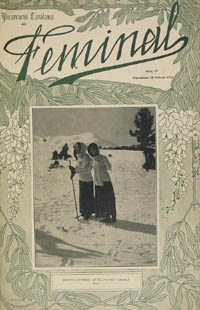
Le numéro 59
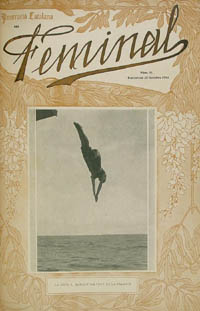
Le numéro 91
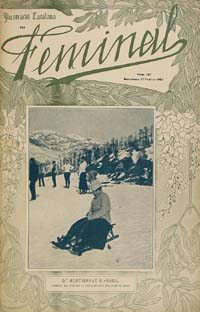
Le numéro 107.
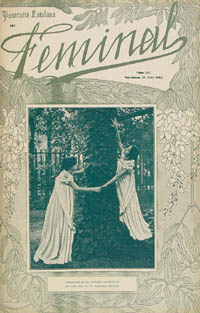
Le numéro 111.

## Archives
Le fonds d'archives de la revue est localisé à la bibliothèque de Catalogne.